# Vasco da Gama híd
A Vasco da Gama híd Lisszabon, Portugália fővárosa mellett található, a Tejót íveli át. 17,2 km-es hosszával ez volt Európa leghosszabb hídja a Krími híd megépüléséig. A kábelhíd maga 0,829 km, az odáig vezető viaduktjai 11,5 és 4,8 km hosszúak. Rendeltetése, hogy összekösse Lisszabon sugárútjait, valamint a város másik hídjának, az Április 25. hídnak a tehermentesítése. A hídon használati díjat kell fizetni.

## Története
Az építményt 1998. március 29-én adták át a forgalomnak, tizennyolc hónappal az építkezés megkezdése után, éppen egyidőben az 1998-as expóval és Vasco da Gama az Indiába vezető hajóút felfedezésének 500. évfordulójával.